# 80000
80000（八万、はちまん）は自然数、また整数において、79999の次で80001の前の数である。

## 性質
- 80000は合成数であり、約数は1, 2, 4, 5, 8, 10, 16, 20, 25, 32, 40, 50, 64, 80, 100, 125, 128, 160, 200, 250, 320, 400, 500, 625, 640, 800, 1000, 1250, 1600, 2000, 2500, 3200, 4000, 5000, 8000, 10000, 16000, 20000, 40000, 80000である。
  - 約数の和は199155。
- 1/80000 = 0.0000125
- 9975番目のハーシャッド数である。1つ前は79992、次は80001。
- 80000 = 27 × 54
  - 2つの異なる素因数の積で p 7 × q 4 の形で表せる3番目の数である。1つ前は34992、次は307328。

## その他 80000 に関連すること
- ISO/IEC 80000
- 鉄道車両の形式
  - 国鉄ワム80000形貨車
  - 国鉄クム80000形貨車
  - 近鉄80000系電車

## 80001 から 89999 までの整数
- 80089 - 2832
- 80186 - Intel 80186のモデルナンバー
- 80286 - Intel 80286のモデルナンバー
- 80386 - Intel 80386のモデルナンバー
- 80486 - Intel 80486のモデルナンバー
- 80656 - 2842
- 80782 - ペル数[1]
- 80917 - 1000番目のスーパー素数
- 81041, 81043, 81047, 81049 - 34番目の四つ子素数
- 81225 - 2852
- 81799 - 8000番目の素数
- 82656 - 第1定義のカプレカ数[2]
- 82721 - ソフィー・ジェルマン素数
- 82721, 82723, 82727, 82729 - 35番目の四つ子素数
- 82763 - ソフィー・ジェルマン素数、安全素数[3]、スーパー素数
- 82799 - 安全素数、スーパー素数
- 82944 - 2882、210 × 34。六進数で1440000、十二進数で40000、十八進数でE400、二十四進数で6000。素因数分解形が 2i × 3j の数、一つ前は78732、次は93312。
- 83160 - 高度合成数[4]
- 83219 - 安全素数、スーパー素数
- 83243 - 完全数8128番目の素数、ソフィー・ジェルマン素数、安全素数
- 83521 - 174 [5] = 2892。4乗数の1つ前は65536、次は104976。
- 84011 - ソフィー・ジェルマン素数、スーパー素数
- 84100 - 2902
- 84443 - ソフィー・ジェルマン素数、安全素数、スーパー素数
- 85133 - ソフィー・ジェルマン素数、スーパー素数
- 86164 - 2017年現在、地球の自転周期は86164秒
- 86171 - ソフィー・ジェルマン素数、スーパー素数
- 86400 - 1日は86400秒。
- 87211 - 二進数・八進数・512進数の独自周期素数（英語版）
- 87912 - 十進数において、4で割ると反転する数 (87912 / 4 = 21978)
- 88811 - ソフィー・ジェルマン素数
- 88811, 88813, 88817, 88819 - 36番目の四つ子素数
- 88888 - 回文数
- 88998 - 42を基とする最小のハーシャッド数
- 89459 - 安全素数、スーパー素数